# Martelle (Iowa)
Martelle – miasto w Stanach Zjednoczonych, w stanie Iowa, w hrabstwie Jones. W 2000 roku liczyło 280 mieszkańców.